# オヴォシュ・モーレシュ

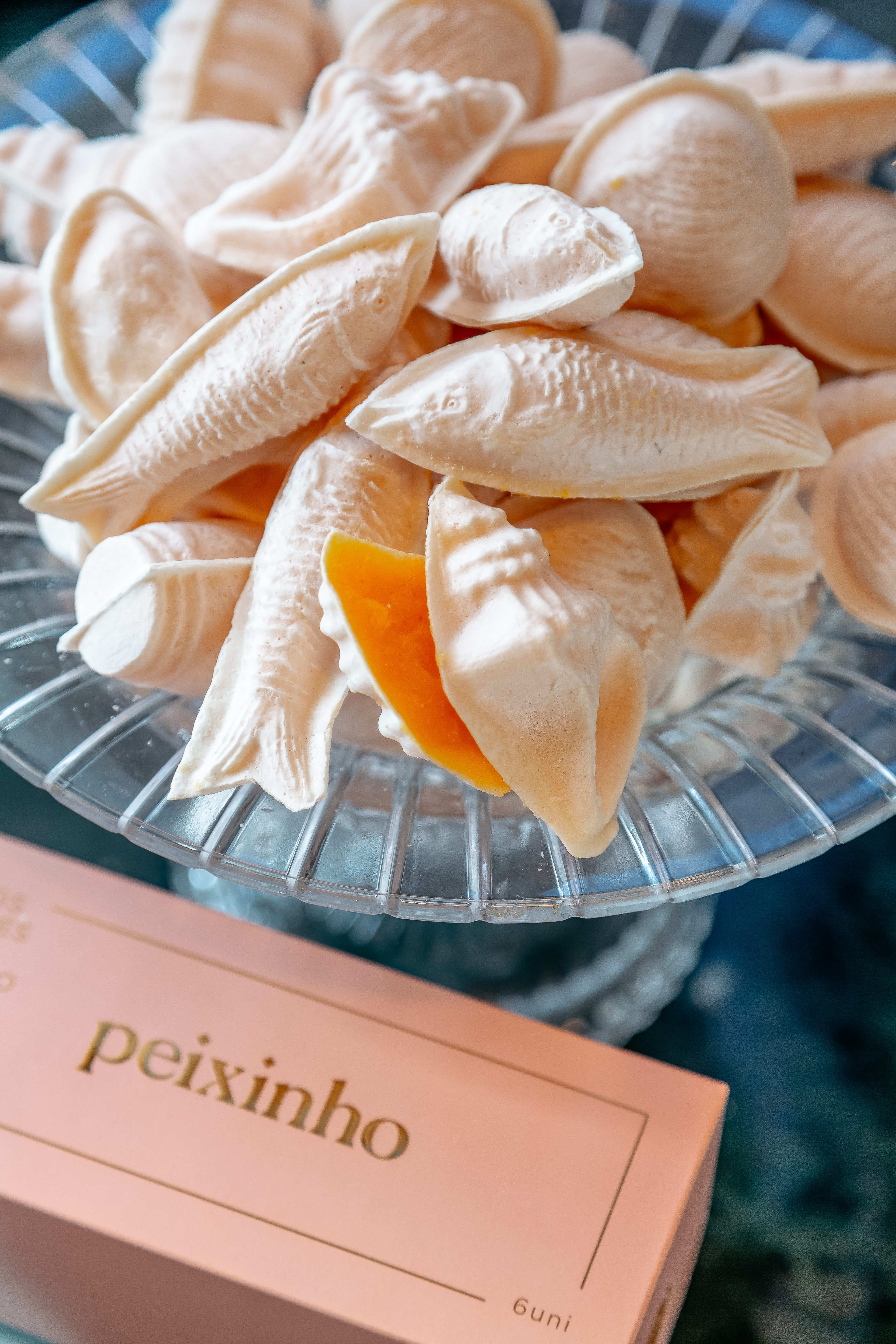
オヴォシュ・モーレシュの例（Confeitaria Peixinho（アヴェイロ））

オヴォシュ・モーレシュ（ポルトガル語: ovos moles）はポルトガル・アヴェイロの名物菓子。オヴォシュ・モーレシュ・デ・アベイロ（ovos moles de Aveiro）とも呼ばれる。

## 概要
魚、樽（ワイン樽）、貝殻、船などをモチーフにした皮にドース・デ・オヴォシュ（doce de ovos）と呼ばれる卵黄クリームを詰めた菓子である。日本で説明される場合には「白い最中」と説明されることがある。2週間ほどは日持ちするため、土産菓子としても適している。
ドース・デ・オヴォシュは、シロップを混ぜた卵黄を攪拌しながら煮詰めて作る。
アヴェイロではカフェなどでもオヴォシュ・モーレシュを1個から販売しており、土産用に木樽に入れたドース・デ・オヴォシュを販売している店もある。
15世紀のポルトガルでは、修道女が卵白を洗濯糊として使用していた。その際に余った卵黄を用いて作った菓子とされる。なお、「皮」はキリスト教でいうところの聖餅（キリストの体を現す）を意味する

## 最中との関連性
上述のようにオヴォシュ・モーレシュを日本で説明する際には、日本の菓子である最中と類似性能が指摘されている。
最中が一般に普及するのは江戸時代中期（1804年から1818年）であるが、1719年刊行の『長崎夜話草』に「オブタウス（ヲブダウス）」と「オベリアス（ヲベリヤス）」という語がカステラボウルやコンペイトとならんで記述してあり、それぞれ「ドース・デ・オヴォシュ」、「オーヴォシュ・モーレシュ・デ・アヴェイロ」のことであるとして、オヴォシュ・モーレシュが最中の誕生に影響を与えたと推測する向きもある。